# 斯維奇基夫卡 (德拉比夫區)
50°02′59″N 32°13′41″E / 50.04972°N 32.22806°E
斯維奇基夫卡（烏克蘭語：Свічківка）是位於烏克蘭中部的村莊，由切爾卡瑟州佐洛托諾沙區的什拉姆基夫卡市鎮負責管轄。該村始建於十七世紀，面積2.94平方公里，海拔高度114米，2009年人口453，人口密度每平方公里154.1人。